# Jean de Carteret
Jean de Carteret est né vers 1240 à Jersey et mort durant le XIVe siècle dans, probablement, la même ville. De Carteret fut un bailli de l'île de Jersey.

## Biographie
Jean de Carteret est né au manoir de Saint-Ouen à Jersey, au sein de la puissante famille Carteret, originaire de la noblesse normande. Il est le fils de Philippe II de Carteret (1180-1279) et petit-fils de Renaud III de Carteret, chevalier et seigneur de Saint-Ouen, et de Margaret d'Aubigné, fille de Ralph, baron d'Aubigné. Il a un frère aîné, Philippe III de Carteret.
Jean de Carteret fut à plusieurs reprises bailli de Jersey. Une première fois en 1272, année au cours de laquelle il participe au mariage de son frère Philippe avec Marguerite qui eurent un fils cette même année, Renaud IV de Carteret. Il est de nouveau bailli entre 1294 et 1298 enfin une dernière fois en 1302.